# الهيئة العامة للمنطقة الاقتصادية للمثلث الذهبي
الهيئة العامة للمنطقة الاقتصادية للمثلث الذهبي، هي هيئة اقتصادية حكومية مصرية تتبع رئيس مجلس الوزراء، أنشأت وفقاً لقرار رئيس الجمهورية رقم 341 لسنة 2017، وقرار رئيس مجلس الوزراء رقم 1788 لسنة 2017.
المثلث الذهبي بمحافظة البحر الأحمر بالصحراء الشرقية المصرية، هو مشروع مصري أعدته الهيئة القومية للاستشعار عن بعد وعلوم الفضاء بهدف تنمية المنطقة التي تقع بين سفاجا والقصير وقنا.

## التشريعات المنظمة
- قانون رقم 83 لسنة 2002 بإصدار قانون المناطق الاقتصادية ذات الطبيعة الخاصة.[2]
- قرار رئيس الجمهورية رقم 341 لسنة 2017 بإنشاء المنطقة الاقتصادية للمثلث الذهبي.[3]
- قرار رئيس مجلس الوزراء رقم 1788 لسنة 2017 بإنشاء الهيئة العامة للمنطقة الاقتصادية للمثلث الذهبي.[4]

## الهدف من المشروع
إعداد الدراسات الجيولوجية والجيوبيئية الشاملة والتخريط الجيولوجي والجيومورفولوجى والثروة المعدنية والمخاطر الطبيعية باستخدام تقنيات الاستشعار من البعد وإنشاء نظام معلومات جغرافي وذلك من أجل مساعدة المخططين في مجال التنمية المستدامة لمنطقة المثلث الذهبي.

## الجهات المستفيدة
الجهات المستفيدة من المشروع هي:
- الهيئة العامة لتنمية المنطقة الاقتصادية للمثلث الذهبي  (الجهة القائمة للمشروع)
- وزارة الإسكان
- وزارة البترول والثروة المعدنية
- وزارة التنمية المحلية
- وزارة التخطيط
- وزارة السياحة
- محافظة البحر الأحمر
- محافظة قنا
- الهيئة العامة لمشروعات التعمير والتنمية الزراعية
- شركات التعدين
- المستثمرون في مجال التحجير والتعدين.

## الجدول الزمني
- تم إنجاز 90% لتنفيذ المشروع علما بأن المدة المقترحة لتنفيذه كانت سنتين، ثم تم تقليص المشروع ليصبح سنة واحدة.

## مقومات المنطقة
المقومات الجيولوجية
تمتد منطقة المثلث الذهبي من ساحل البحر الأحمر في الشرق حتى نهر النيل بالغرب وتنتشر بهذه المنطقة العديد من الصخور الصلبة التي تتبع صخور القاعدة بالإضافة إلى الصخور الرسوبية.
- يمكن استخدام الصخور الصلبة كأحجار للزينة والواجهات
- يمكن استخراج الفوسفات والجبس من الصخور الرسوبية
- يمكن استخدام الحجر الجيري والطفلة والجبس كخامات أولية لصناعة الأسمنت.

المقومات التعدينية
المنطقة تحوى العديد من الخامات المعدنية الفلزية مثل الذهب والكروم والحديد واليورانيوم والخامات المعدنية اللافلزية مثل التلك والأسبستوس والمنغنيز والطفلة الزيتية والفوسفور، بالإضافة إلى الخامات الأولية التي تدخل في صناعة مواد البناء، وكذلك الكوارتز والفلسبار اللذان يدخلان قي صناعة خزف.